# Historia de la tecnología

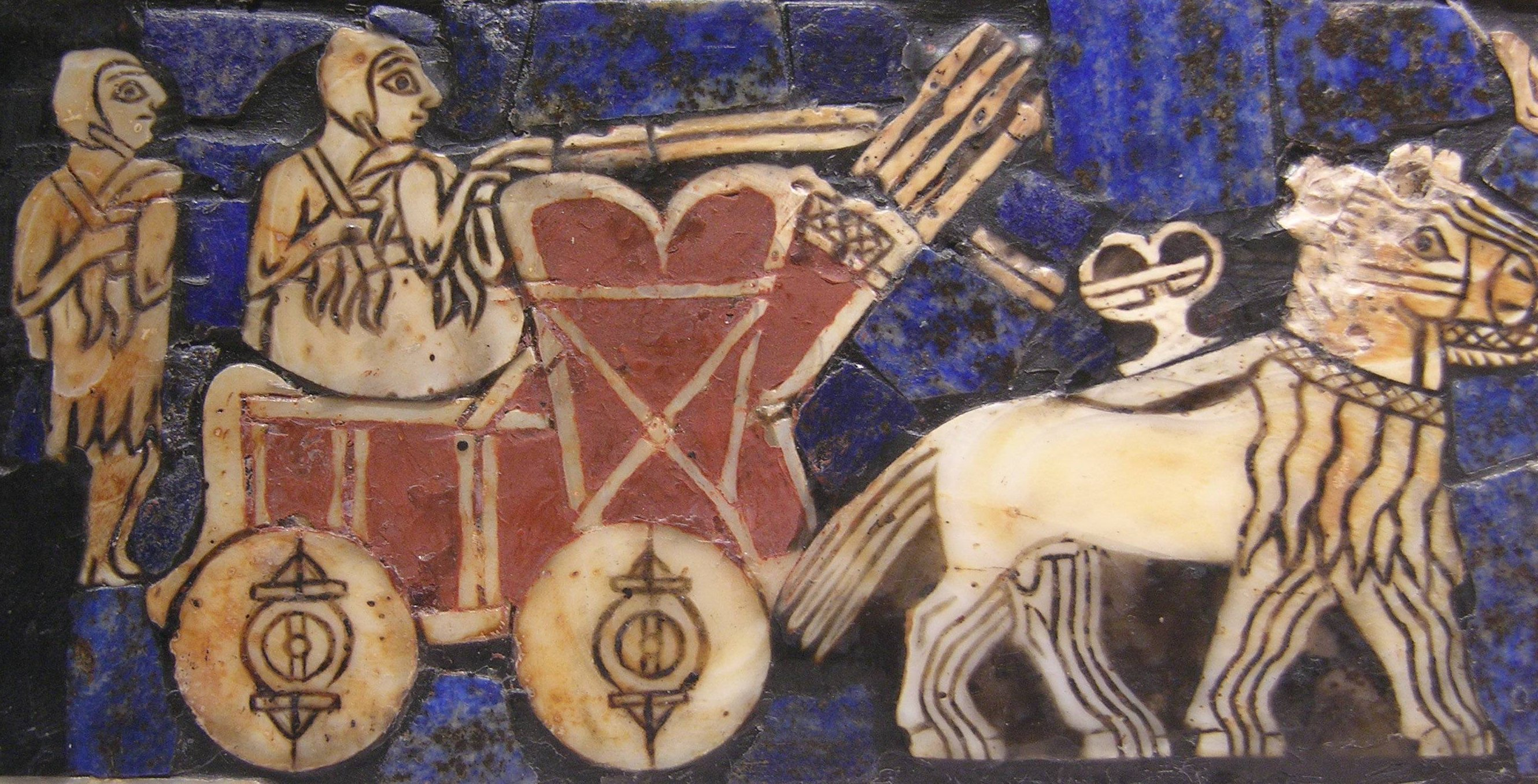
La rueda, inventada en algún momento antes del cuarto milenio antes de Cristo, es una de las tecnologías más ubicuas e importantes. Este detalle del "Estándar de Ur", c. 2500 a. C., muestra un carro sumerio.

La historia de la tecnología es la historia de la invención de herramientas y técnicas con un propósito práctico. Los artefactos tecnológicos son productos de una economía, una fuerza del crecimiento económico y una buena parte de la vida. Las innovaciones tecnológicas afectan y están afectadas por las tradiciones culturales de la sociedad. También son un medio de obtener poder militar.
La forma más simple de tecnología es el desarrollo y uso de herramientas básicas. La invención prehistórica de herramientas de piedra, seguida por el descubrimiento de cómo controlar el fuego, aumentaron las fuentes de alimento. La posterior Revolución Neolítica  cuadruplicó el sustento disponible de un territorio. La invención de la rueda ayudó a los humanos a viajar y controlar su entorno.
La historia moderna está relacionada íntimamente con la historia de la ciencia, pues el número del descubrimiento de nuevos conocimientos ha permitido crear nuevas cosas y, recíprocamente, se han podido realizar nuevos descubrimientos científicos gracias al desarrollo de nuevas tecnologías, que han extendido las posibilidades de experimentación y adquisición del conocimiento.
Los desarrollos en tiempos históricos, incluida la imprenta, el teléfono e Internet, han reducido las barreras físicas a la comunicación y han permitido que los humanos interactúen libremente a escala global.

Cronograma historia tecnología

## Edad de la Roca

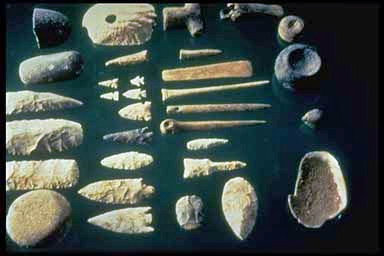
Una variedad de herramientas de piedra

Durante la Edad de Piedra, los humanos eran cazadores recolectores, un estilo de vida que comportaba un uso de herramientas y asentamientos que afectaba muy escasamente a los biotopos. Las primeras tecnologías de importancia estaban asociadas a la supervivencia, la obtención de alimentos y su preparación. El fuego, las herramientas de piedra, las armas y el atuendo fueron desarrollos tecnológicos de gran importancia de este periodo. En este tiempo apareció la música. Algunas culturas desarrollaron canoas con batangas capaces de aventurarse en el océano, lo que propició migraciones a través del archipiélago Malayo, atravesando el océano Índico hasta Madagascar y también cruzando el océano Pacífico, lo que requería conocer las corrientes oceánicas, los patrones del clima, navegación y cartas estelares. La fase principal de predominio de la economía cazadora-recolectora se llama Paleolítico y el final se denomina epipaleolítico o mesolítico; la Edad de Piedra posterior, durante la cual se desarrollaron los rudimentos de la tecnología agraria, se llama periodo Neolítico

## Edades del Cobre y Bronce
La Edad de Piedra desembocó en la Edad de los Metales tras la Revolución Neolítica. Esta revolución comportó cambios radicales en la tecnología agraria, que llevaron al desarrollo de la agricultura, la domesticación animal y los asentamientos permanentes. La combinación de estos factores posibilitó el desarrollo de la fundición de cobre y más tarde bronce. Esta corriente tecnológica empezó en el Creciente fértil, desde donde se difundió. Los descubrimientos no tenían, y todavía no tienen, carácter universal. El sistema de las tres edades no describe con precisión la historia de la tecnología de los grupos ajenos a Eurasia, y no puede aplicarse en algunas poblaciones aisladas como los sentineleses, los spinifex y ciertas tribus amazónicas, que todavía emplean la tecnología de la Edad de Piedra.

## Edad de Hierro
La Edad de Hierro empezó tras el desarrollo de la tecnología necesaria para el trabajo del hierro, material que reemplazó al bronce y posibilitó la creación de herramientas más resistentes y baratas. En muchas culturas euroasiáticas la Edad de Hierro fue la última fase anterior al desarrollo de la escritura, aunque de nuevo no se puede decir que esto sea universal. En la agricultura, las herramientas fuertes para el cultivo como las hachas de hierro, los picos, los rastrillos, las palas y las puntas de los arados hacían que la limpieza de la tierra y la producción de alimentos fueran más rápidos y más eficientes y les permitía a los granjeros cultivar tierras más fuertes. Las herramientas más eficientes en todas las áreas tuvieron como resultado más avances tecnológicos, el desarrollo de la industria y también más tiempo para descansar. Un granjero de la Edad del Hierro que trabajaba con un arado de hierro tenía significativamente más tiempo para dedicarle a su trabajo, familia y otros asuntos. Más tiempo de descanso entre otras personas con frecuencia también condujo a más tiempo para las artes y las ciencias. De esta forma, las sociedades de la Edad del Hierro florecieron con estas herramientas de hierro más baratas. Combinadas con el desarrollo de los alfabetos y las monedas, el hierro comenzó el movimiento de la humanidad hacia nuestra sociedad moderna.

### Mesopotamia
Mesopotamia (actual Irak) y sus pueblos (Sumerios, Acadios, Asirios y Babilonios) vivieron en ciudades desde aproximadamente el 4000 a. C., y desarrollaron una arquitectura sofisticada en ladrillo de barro y piedra, incluyendo el uso del arco verdadero. Las murallas de Babilonia eran tan imponentes que fueron consideradas una Maravilla del Mundo. Desarrollaron extensos sistemas de agua; canales para transporte e irrigación en el sur aluvial, y sistemas de captación que se extendían por decenas de kilómetros en el norte montañoso. Sus palacios tenían sistemas de drenaje sofisticados.
La escritura fue inventada en Mesopotamia, usando el sistema cuneiforme. Muchos registros en tabletas de arcilla e inscripciones en piedra han sobrevivido. Estas civilizaciones adoptaron tempranamente tecnologías del bronce, que usaron para herramientas, armas y estatuaria monumental. Hacia el 1200 a. C. ya eran capaces de fundir objetos de hasta 5 metros de largo en una sola pieza.

La rueda hidráulica compartimentada, aquí en su versión de vertedero superior

Varios de los seis mecanismos simples clásicos fueron inventados en Mesopotamia. Se atribuye a los mesopotámicos la invención de la rueda. El mecanismo de rueda y eje apareció por primera vez con el torno de alfarero, inventado en Mesopotamia (actual Irak) durante el quinto milenio a. C. Esto llevó a la invención del vehículo con ruedas en Mesopotamia durante el cuarto milenio a. C. Se han hallado representaciones de carros con ruedas en tabletas de arcilla en pictogramas del distrito Eanna de Uruk, fechadas entre 3700 y 3500 a. C. La palanca se utilizó en el shaduf, un dispositivo para elevar agua que funcionaba como la primera grúa (máquina), que apareció en Mesopotamia hacia el 3000 a. C., y luego en tecnología del Antiguo Egipto alrededor del 2000 a. C. La evidencia más antigua de poleas se remonta a Mesopotamia en el segundo milenio a. C.
El tornillo, la última de las máquinas simples en ser inventada, apareció por primera vez en Mesopotamia durante el período neoasirio (911–609 a. C.). El rey asirio Senaquerib (704–681 a. C.) afirmó haber inventado esclusas automáticas y haber sido el primero en usar tornillos de Arquímedes para el bombeo de agua, de hasta 30 toneladas de peso, fundidos usando moldes de arcilla en dos partes en lugar del proceso de cera perdida. El Acueducto de Jerwan (c. 688 a. C.) fue construido con arcos de piedra y revestido con hormigón impermeable.
Los diarios astronómicos babilónicos se extendieron por 800 años. Permitieron a astrónomos meticulosos trazar los movimientos de los planetas y predecir eclipses.
La evidencia más antigua de ruedas hidráulicas y molinos de agua se remonta al Antiguo Oriente Próximo en el siglo IV a. C., específicamente en el Imperio persa antes del 350 a. C., en las regiones de Mesopotamia (Irak) y Persia (Irán). Este uso pionero del agua como fuerza motriz constituyó la primera fuente de energía mecánica no basada en la fuerza muscular (además de la vela).

### Antiguo Egipto
La tecnología del Antiguo Egipto se caracterizó por una evolución lenta, que duró miles de años. El papel egipcio, hecho de papiro, y la cerámica eran producidos en grandes cantidades y exportados a otros pueblos del Mediterráneo. La rueda, sin embargo, no llegó que los invasores hicsos introdujeron el carro en el siglo XVI a. C. Utilizaron cerchas de cuerda para mantener fijo el casco de sus naves, siguiendo el método fenicio.
Hubo avances significativos durante el período dinástico en la astronomía, matemáticas, medicina y geometría, esta última una consecuencia de la necesidad de preservar la propiedad de las tierras de labranza, que eran inundadas anualmente por el río Nilo, perdiéndose las referencias a las lindes. El triángulo rectángulo y otras reglas también servían para representar estructuras rectilíneas, usadas en los planos de construcción. Egipto también era un centro de investigación sobre alquimia reconocido en el resto del mundo occidental.

### Antigua Grecia
La tecnología de la Antigua Grecia se desarrolló principalmente desde el siglo III a. C. hasta el periodo romano. Las invenciones que se acreditan a los antiguos griegos incluyen el engranaje, el tornillo, los molinos giratorios, la prensa de eje, las técnicas de fundición del bronce, el reloj de agua, el órgano de agua, la catapulta de torsión, el uso de vapor para operar algunas máquinas experimentales, juguetes y una tabla para calcular números primos. Muchas de estas invenciones se produjeron a finales de la época griega, a menudo inspirados en la necesidad de mejorar las armas y tácticas para la guerra. Aun así, los usos pacíficos se disponían de muestras mediante su desarrollo más temprano con el del molino de agua, un dispositivo que consiguió una explotación a gran escala bajo los romanos. Desarrollaron la topografía y la matemática en un estado avanzado, y muchos de sus éxitos técnicos fueron publicados por los filósofos como Arquímedes y Herón de Alejandría.

### Imperio romano

Pont du Gard en Francia, un acueducto romano

El Imperio romano se expandió desde Italia por toda la región del Mediterráneo entre el siglo I a. C. y el siglo I d. C. Sus provincias más avanzadas y productivas económicamente fuera de Italia eran las del Imperio romano de Oriente, en los Balcanes, Asia Menor, Egipto y el Levante mediterráneo, siendo Egipto romano en particular la provincia romana más rica fuera de Italia.
El Imperio romano desarrolló una agricultura intensiva y sofisticada, mejoró la tecnología existente del trabajo del hierro, creó leyes que contemplaban la propiedad individual, perfeccionó la tecnología de la cantería, la construcción de caminos (no superada sino hasta el siglo XIX), la ingeniería militar y civil, el hilado y tejido, y varias máquinas como la segadora gálica que ayudaron a aumentar la productividad en muchos sectores de la economía romana. Los ingenieros romanos fueron los primeros en construir a gran escala arcos monumentales, anfiteatros, acueductos, termas, puentes con arcos verdaderos, puertos, embalses y presas, bóvedas y cúpulas a lo largo y ancho de su imperio. Entre los inventos romanos notables se encuentran el libro (códice), el soplado de vidrio y el hormigón. Debido a que Roma se ubicaba en una península volcánica, con arenas que contenían granos cristalinos adecuados, el hormigón formulado por los romanos era especialmente duradero. Algunos de sus edificios han perdurado durante 2000 años hasta nuestros días.
En el Egipto romano, el inventor Herón de Alejandría fue el primero en experimentar con un dispositivo mecánico impulsado por energía eólica (véase la Rueda eólica de Herón) e incluso creó el primer dispositivo impulsado por energía de vapor (el aeolípila), lo que abrió nuevas posibilidades para aprovechar las fuerzas naturales. También ideó una máquina expendedora. Sin embargo, sus invenciones eran principalmente juguetes, más que máquinas prácticas.

### India
La civilización del valle del Indo, situada en un área rica en recursos es relevante por su temprana aplicación de las tecnologías sanitaria y de planificación civil. Las ciudades del valle tienen unos de los primeros ejemplos de baños públicos, cloacas cerradas y graneros comunales.
La India antigua fue también puntera en la tecnología marítima. Un panel encontrado en Mohenjodaro, muestra una nave navegando. La construcción de barcos se describe con detalle en el Yukti Kalpa Taru, un texto Indio antiguo sobre la construcción de embarcaciones. 
La arquitectura y técnicas de construcción indias, llamadas 'Vastu Shastra', sugieren una comprensión profunda de la ingeniería de materiales, la hidrología y los servicios sanitarios. La cultura india fue también pionera en el uso de tintes vegetales, como el índigo y los procedentes del cinabrio. Muchos de estos tintes se emplearon en pinturas y esculturas. El uso de perfumes demuestra conocimientos químicos, especialmente de los procesos de destilación y purificación.

### China

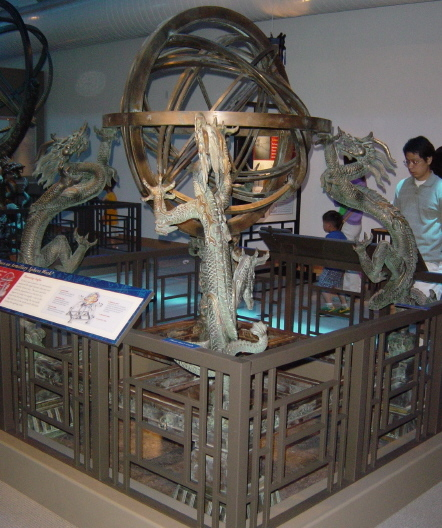
Esfera armilar china.

Los chinos realizaron muchos descubrimientos y desarrollos pioneros. Las principales contribuciones tecnológicas de China incluyen la forma más antigua conocida del código binario y la secuenciación epigenética, detectores sismológicos tempranos, cerillos (fósforos), el papel, el rotor de helicóptero, el mapa en relieve, la bomba de pistón de doble acción, el hierro fundido, fuelles para hornos de fundición accionados por agua, el arado de hierro, la sembradora de tubos múltiples, la carretilla, el paracaídas, la brújula, el timón, la ballesta, el carro señalador del sur y la pólvora. China también desarrolló la perforación de pozos profundos, que utilizaban para extraer salmuera para la producción de sal. Algunos de estos pozos, que alcanzaban hasta 900 metros de profundidad, producían gas natural que se usaba para evaporar la salmuera.
Otros descubrimientos e invenciones chinas del periodo medieval incluyen la xilografía, la imprenta de tipos móviles, pintura fosforescente, el sistema de cadena de transmisión de potencia continua, y el mecanismo de escape de relojería. El cohete de combustible sólido fue inventado en China alrededor del año 1150, casi 200 años después de la invención de la pólvora (que actuaba como combustible del cohete). Décadas antes de la era de exploración occidental, los emperadores chinos de la dinastía Ming también enviaron grandes flotas en viajes marítimos, algunas de las cuales llegaron hasta África.

### Incas, Mayas y Aztecas

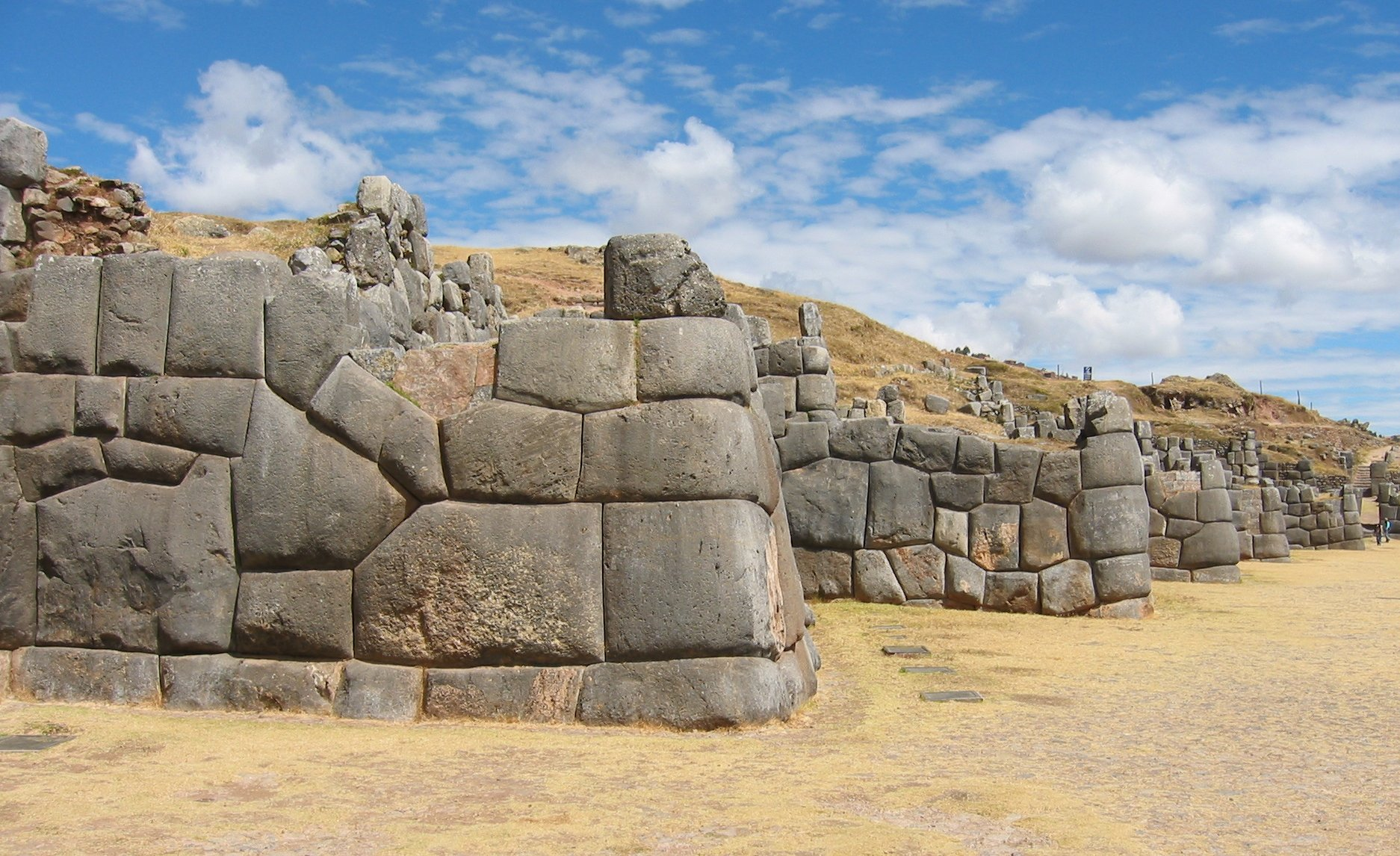
Muros en Sacsayhuamán

Las habilidades de ingeniería de los incas y mayas fueron notables, incluso según los estándares actuales. Un ejemplo de esta ingeniería excepcional es el uso de bloques de piedra que pesan más de una tonelada, colocados con tal precisión que ni siquiera una cuchilla puede introducirse en las juntas. Las aldeas incas utilizaban canales de riego y sistemas de drenaje, lo que hacía su agricultura muy eficiente. Aunque algunos afirman que los incas fueron los primeros inventores de la hidroponía, su tecnología agrícola seguía estando basada en el suelo, aunque muy avanzada.
Aunque la civilización maya no incorporó la metalurgia ni la tecnología de la rueda en sus construcciones arquitectónicas, desarrollaron complejos sistemas de escritura y astronomía, y crearon hermosas obras escultóricas en piedra y pedernal. Al igual que los incas, los mayas también dominaban tecnologías agrícolas y de construcción bastante avanzadas. Los mayas también son responsables de haber creado el primer sistema de agua presurizada en Mesoamérica, ubicado en el sitio maya de Palenque.
La principal contribución del dominio azteca fue un sistema de comunicaciones entre las ciudades conquistadas y la ubicuidad de la ingeniosa tecnología agrícola de las chinampas. En Mesoamérica, al no disponer de animales de tiro para el transporte (ni, por lo tanto, de vehículos con ruedas), los caminos fueron diseñados para el desplazamiento a pie, al igual que en las civilizaciones inca y maya. Los aztecas, posteriormente a los mayas, heredaron muchas de las tecnologías y avances intelectuales de sus predecesores: los olmecas.

## Edades Media y Moderna

### Media
El desarrollo de los molinos de agua desde sus orígenes fue notable y amplio, y comprendió desde la agricultura a los aserraderos, para madera y piedra. Hacia el año 1086 cuando se publica el Libro Domesday, la mayoría de los pueblos importantes contaban con molinos rotatorios, totalizando unos 6500 en Inglaterra. También se empleaba mucho la energía hidráulica en la minería para levantar la mena de los pozos, partir la mena e incluso para propulsar los fuelles.
Los avances tecnológicos europeos y del mundo en el siglo XIV fueron desarrollados a partir de técnicas arraigadas en el mundo medieval, originados en antecedentes Antigua Roma romanos y bizantinos, o adaptados de intercambios multiculturales producto de redes comerciales con el mundo islámico, China y la India. A menudo, el aspecto revolucionario no fue el acto de invención en sí mismo, sino en su refinamiento tecnológico y aplicación al poder político y económico. Aunque la pólvora había sido utilizada por los chinos durante mucho tiempo, fueron los europeos los que desarrollaron y perfeccionan su potencial militar, precipitando la expansión europea y finalmente el imperialismo de la era moderna.
También se realizaron importantes avances en la tecnología marítima. Los avances en la construcción naval incluyeron los barcos con múltiples mástiles con velas latinas, el timón montado al codaste y la construcción del casco comenzando por el armazón. Estos desarrollos junto con nuevas técnicas náuticas como la brújula seca, la vara de Jacob y el astrolabio, permitieron el control económico y militar de todos mares adyacentes a Europa y también permitieron los logros náuticos a nivel mundial de la era de los descubrimientos que estaba naciendo. El mar es un único sitio especial.

## Revolución industrial
La Revolución Industrial o Primera Revolución Industrial es el proceso de transformación económica, social y tecnológica que se inició en la segunda mitad del siglo XVIII en el Reino de Gran Bretaña, que se extendió unas décadas después a gran parte de Europa occidental y América Anglosajona y que concluyó entre 1820 y 1840; y que sucedió a la revolución comercial. Durante este periodo se vivió el mayor conjunto de transformaciones económicas, tecnológicas y sociales de la historia de la humanidad desde el Neolítico, que vio el paso desde una economía rural basada fundamentalmente en la agricultura y el comercio a una economía de carácter urbano, industrializada y mecanizada.
La Revolución Industrial marca un punto de inflexión en la historia, modificando e influenciando todos los aspectos de la vida cotidiana de una u otra manera. La producción tanto agrícola como de la naciente industria se multiplicó a la vez que disminuía el tiempo de producción. A partir de 1800 la riqueza y la renta per cápita se multiplicó como no lo había hecho nunca en la historia, pues hasta entonces el PIB per cápita se había mantenido prácticamente estancado durante siglos. En palabras del premio Nobel Robert Lucas:

Cita: … for the first time in history, the living standards of the masses of ordinary people have begun to undergo sustained growth (…) Nothing remotely like this economic behaviour is mentioned by the classical economists, even as a theoretical possibility …
Traducción de la cita: … por primera vez en la historia, el nivel de vida de las masas de gente común empezó a experimentar un crecimiento sostenido (…) Nada remotamente parecido a este comportamiento económico es señalado por los economistas clásicos, ni siquiera como una posibilidad teórica …

A partir de este momento se inició una transición que acabaría con siglos de una mano de obra basada en el trabajo manual y el uso de la tracción animal, siendo estos sustituidos por maquinaria para la fabricación industrial y para el transporte de mercancías y pasajeros. Esta transición se inició hacia finales del siglo XVIII en la industria textil, así como en lo relacionado con la extracción y utilización de carbón. La expansión del comercio fue posible gracias al desarrollo de las comunicaciones, con la construcción de vías férreas, canales y carreteras. El paso de una economía fundamentalmente agrícola a una economía industrial influyó sobremanera en la población, que experimentó un rápido crecimiento sobre todo en el ámbito urbano. La introducción de la máquina de vapor de James Watt (patentada en 1769) en las distintas industrias fue el paso definitivo en el éxito de esta revolución, pues su uso significó un aumento espectacular de la capacidad de producción. Más tarde, el desarrollo de los barcos y ferrocarriles a vapor, así como el desarrollo en la segunda mitad del siglo XIX del motor de combustión interna y la energía eléctrica, supusieron un progreso tecnológico sin precedentes.
Como consecuencia del desarrollo industrial nacieron nuevos grupos o clases sociales encabezadas por el proletariado —los trabajadores industriales y campesinos pobres— y la burguesía, dueña de los medios de producción y poseedora de la mayor parte de la renta y el capital. Esta nueva división social dio pie al desarrollo de problemas sociales y laborales, protestas populares y nuevas ideologías que propugnaban y demandaban una mejora de las condiciones de vida de las clases más desfavorecidas, por la vía del sindicalismo, el socialismo, el anarquismo, o el comunismo.
Aún sigue habiendo discusión entre historiadores y economistas sobre las fechas de los grandes cambios provocados por la Revolución Industrial. El comienzo más aceptado de lo que podríamos llamar Primera Revolución Industrial, se podría situar a finales del siglo XVIII, mientras su conclusión se podría situar a mediados del siglo XIX, con un período de transición ubicado entre 1840 y 1870. Por su parte, lo que podríamos llamar Segunda Revolución Industrial, partiría desde mediados del siglo XIX a principios del siglo XX, destacando como fecha más aceptada de finalización a 1914, año del comienzo de la Primera Guerra Mundial. El historiador marxista Eric Hobsbawm, considerado pensador clave de la historia del siglo XX sostenía que el comienzo de la Revolución Industrial debía situarse en la década de 1780, pero que sus efectos no se sentirían claramente hasta 1830 o 1840. En cambio, el historiador económico inglés Thomas Southcliffe Ashton declaraba por su parte que la Revolución Industrial tuvo sus inicios entre 1760 y 1830.

### Segunda revolución industrial
Este proceso se produjo en el marco de la denominada primera globalización, que supuso una progresiva internacionalización de la economía, que funcionaba de forma creciente a escala mundial por la revolución de los transportes. Ello condujo a su extensión a más territorios que la primera revolución, limitada a Gran Bretaña, y que llegó a alcanzar a casi toda Europa occidental, la América anglosajona y el Imperio del Japón.

### SigloXX

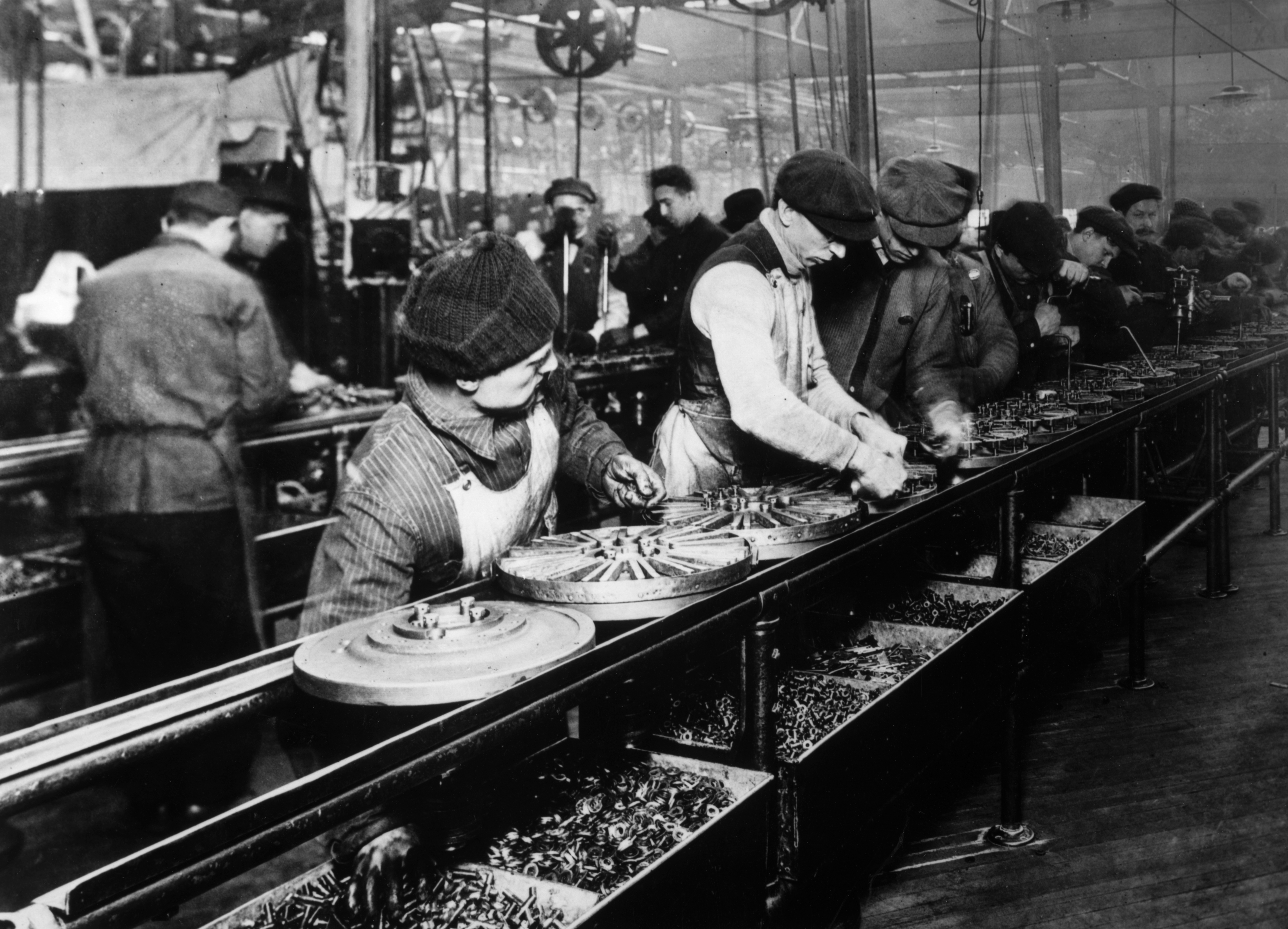
Línea de ensamblaje de Ford, 1913.

La producción en masa llevó los automóviles y otros bienes tecnológicos avanzados a grandes masas de consumidores. La investigación militar y el desarrollo aceleraron los avances, incluyendo la computación electrónica y los motores a reacción. La radio y la telefonía mejoraron enormemente y se difundieron a más usuarios, aunque el acceso casi universal no sería posible hasta que los teléfonos móviles se volvieron asequibles en el mundo en desarrollo a finales de los años 2000 y principios de los 2010.
Las mejoras en energía y tecnología de motores incluyeron la energía nuclear, desarrollada después del Proyecto Manhattan, que marcó el inicio de la nueva era atómica. El desarrollo de cohetes llevó a misiles de largo alcance y a la primera era espacial, que duró desde los años 1950 con el lanzamiento del Sputnik hasta mediados de los años 1980.
La electrificación se expandió rápidamente durante el siglo XX. Al inicio del siglo, la electricidad estaba disponible principalmente para personas adineradas en unas pocas ciudades importantes. Para 2019, se estimaba que el 87 % de la población mundial tenía acceso a electricidad.
El control de la natalidad también se volvió ampliamente difundido en el siglo XX. Los microscopios electrónicos eran muy potentes para finales de los años 1970 y la teoría y el conocimiento genético estaban en expansión, lo que condujo a desarrollos en ingeniería genética.
La primera "bebé probeta", Louise Brown, nació en 1978, lo que condujo al primer embarazo exitoso por gestación subrogada en 1985 y al primer embarazo mediante ICSI en 1991, que consiste en implantar un solo espermatozoide en un óvulo. El diagnóstico genético preimplantacional se realizó por primera vez a finales de 1989, con nacimientos exitosos en julio de 1990. Estos procedimientos se han vuelto relativamente comunes.
Las computadoras fueron conectadas mediante redes de área local, redes telecomunicaciones y redes de fibra óptica, impulsadas por el amplificador óptico que dio inicio a la era de la información. Esta tecnología de redes ópticas multiplicó la capacidad de Internet a partir de 1996 con el lanzamiento del primer sistema de multiplexación por división de longitud de onda (WDM) de alta capacidad por Ciena Corp. El WDM, como base común para las redes de telecomunicaciones de núcleo, aumentó la capacidad de transmisión por órdenes de magnitud, lo que permitió la comercialización y popularización masiva de Internet y su impacto generalizado en la cultura, la economía, los negocios y la sociedad.
La disponibilidad comercial del primer teléfono celular portátil en 1981 y del primer teléfono de bolsillo en 1985, ambos desarrollados por Comvik en Suecia, junto con la primera transmisión de datos a través de una red celular por Vodafone (antes Racal-Millicom) en 1992, fueron los avances que condujeron directamente a la forma y función de los teléfonos inteligentes actuales. Para 2014, había más teléfonos celulares en uso que personas en la Tierra y la Corte Suprema de los Estados Unidos dictaminó que un teléfono móvil era parte privada de una persona. Al brindar a los consumidores acceso inalámbrico entre sí y a Internet, el teléfono móvil impulsó una de las revoluciones tecnológicas más importantes de la historia humana.
El Proyecto Genoma Humano secuenció e identificó las tres mil millones de unidades químicas del ADN humano con el objetivo de encontrar las raíces genéticas de enfermedades y desarrollar tratamientos. El proyecto fue posible gracias a dos avances técnicos logrados a fines de los años 1970: el mapeo genético mediante marcadores de polimorfismo de longitud de fragmentos de restricción (RFLP) y la secuenciación de ADN. La secuenciación fue inventada por Frederick Sanger y, por separado, por el Dr. Walter Gilbert. Gilbert también concibió el Proyecto Genoma Humano el 27 de mayo de 1985, y lo defendió públicamente por primera vez en agosto de 1985 en la primera Conferencia Internacional sobre Genes y Computadoras. El proyecto, patrocinado por el Gobierno Federal de EE. UU., comenzó el 1 de octubre de 1990 y fue declarado completo en 2003.
Los enormes recursos de análisis de datos necesarios para ejecutar programas de investigación transatlánticos como el Proyecto Genoma Humano y el Gran colisionador de electrones y positrones condujeron a la necesidad de comunicaciones distribuidas, lo que provocó una mayor adopción de los protocolos de Internet por parte de los investigadores y también creó una justificación para que Tim Berners-Lee creara la World Wide Web.
La vacunación se extendió rápidamente al mundo en desarrollo desde los años 1980 gracias a numerosas iniciativas humanitarias exitosas, reduciendo considerablemente la mortalidad infantil en muchos países pobres con recursos médicos limitados.

### SigloXXI

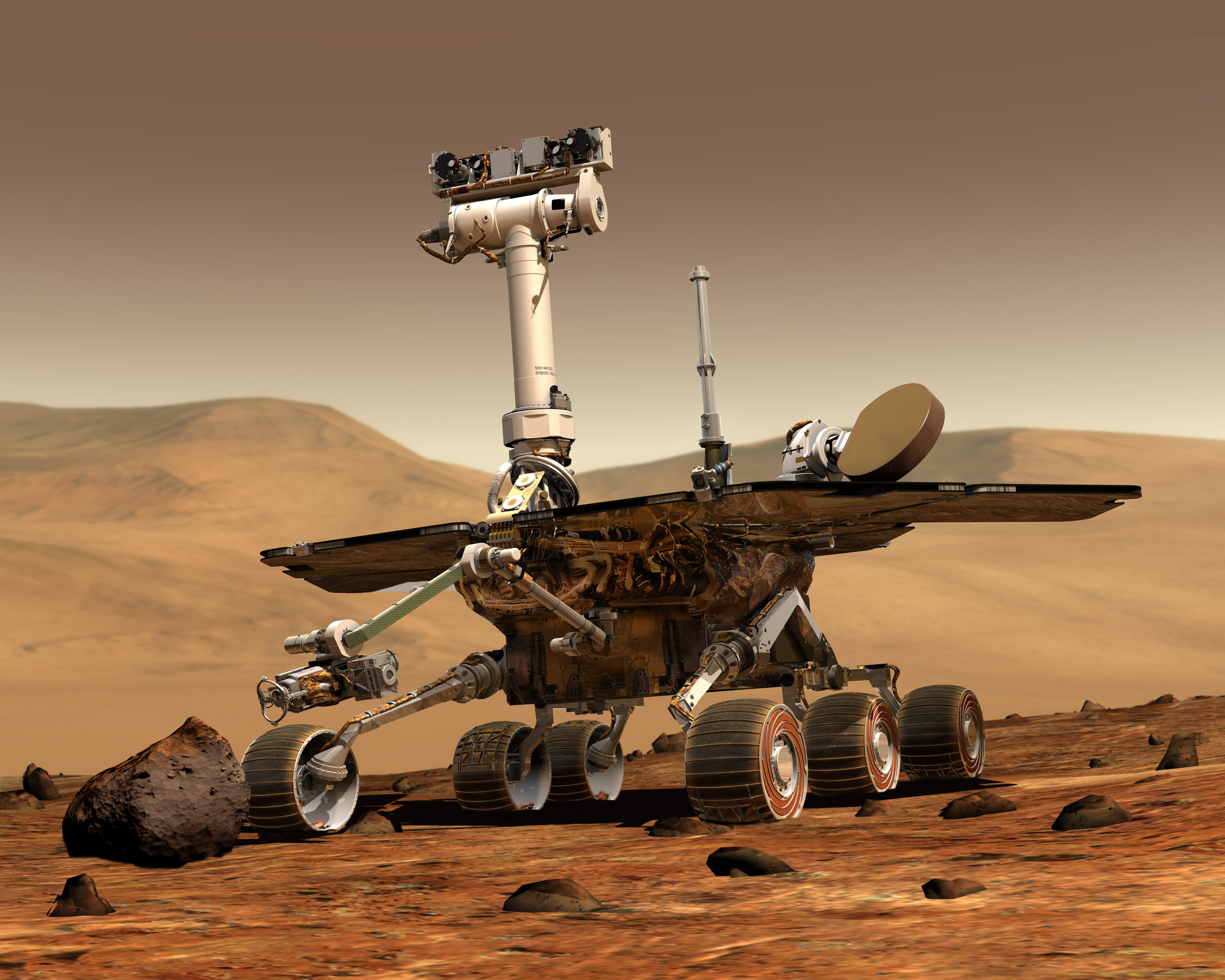
Los Mars Exploration Rovers proporcionaron enormes cantidades de información al funcionar mucho más allá de las estimaciones originales de duración de la NASA.

A principios del siglo XXI, continúa la investigación en computadoras cuánticas, terapia génica (introducida en 1990), impresión 3D (introducida en 1981), nanotecnología (introducida en 1985), bioingeniería/biotecnología, tecnología nuclear, materiales avanzados (por ejemplo, el grafeno), el scramjet y los drones (junto con los cañón de riel y los rayos láser de alta energía para usos militares), superconductividad, el memristor y tecnologías verdes como los combustibles alternativos (por ejemplo, celdas de combustible, coches eléctricos autónomos y híbridos enchufables), dispositivos de realidad aumentada y computadora corporal, inteligencia artificial, y LEDs, células solares, circuitos integrados, dispositivos de energía inalámbrica, motores y baterías más eficientes y potentes.
El Gran Colisionador de Hadrones, la máquina más grande jamás construida, fue desarrollado entre 1998 y 2008. Se espera que la comprensión de la física de partículas se expanda con mejores instrumentos, incluidos aceleradores de partículas más grandes como el LHC y mejores detectores de neutrinos. Se busca la materia oscura mediante detectores subterráneos, y observatorios como LIGO han comenzado a detectar ondas gravitacionales.
La tecnología de ingeniería genética continúa mejorando, y la importancia de la epigenética en el desarrollo y la herencia también ha sido cada vez más reconocida.
También se están desarrollando nuevas tecnologías de vuelo espacial y naves espaciales, como el Orion de Boeing y el Dragon 2 de SpaceX. Se han diseñado nuevos y más capaces telescopios espaciales, como el Telescopio espacial James Webb, que fue lanzado a la órbita en diciembre de 2021, y el Telescopio Coloso. La Estación Espacial Internacional fue completada en los años 2000, y NASA y ESA planean una misión tripulada a Marte para la década de 2030. El cohete magnetoplasma de impulso específico variable (VASIMR) es un propulsor electromagnético para naves espaciales y se esperaba su prueba en 2015.[actualizar]
El proyecto Breakthrough Initiatives planea enviar la primera nave espacial en visitar otra estrella, que consistirá en numerosos chips ultraligeros impulsados por propulsión eléctrica en la década de 2030, y recibir imágenes del sistema de Próxima Centauri, junto con, posiblemente, el planeta potencialmente habitable Próxima Centauri b, hacia mediados de siglo.
El año 2004 vio el primer vuelo espacial comercial tripulado cuando Mike Melvill cruzó el límite del espacio el 21 de junio de 2004.

## Medida del progreso tecnológico
Muchos sociólogos y antropólogos han creado teorías sociales concernientes a la evolución social y cultural. Algunos, como Lewis H. Morgan, Leslie White y Gerhard Lenski parten de una aproximación más moderna y se centran en la información. Cuanta más información y conocimiento posee una sociedad, más avanzada es. Identifica cuatro etapas del desarrollo humano, basadas en los avances en la historia de la comunicación. En la primera etapa la información se transmite por genes. En la segunda, los humanos pueden aprender y transmitir información mediante la experiencia. En la tercera empiezan a emplear señales y desarrollar la lógica. En la cuarta crean señales, desarrollan la lengua y la escritura. Los avances en la tecnología de comunicaciones se traducen en avances en el sistema económico, el sistema político, la distribución de bienes, la desigualdad social y otros aspectos de la vida social.